# Histoire du Kentucky
L'Histoire du Kentucky, le premier État créé à l'ouest des Appalaches, occupe une place symbolique importante dans la mystique américaine de la Destinée manifeste, exprimant le droit de s'étendre vers l'Ouest, en raison des premiers établissements effectués sur cette voie en 1775.

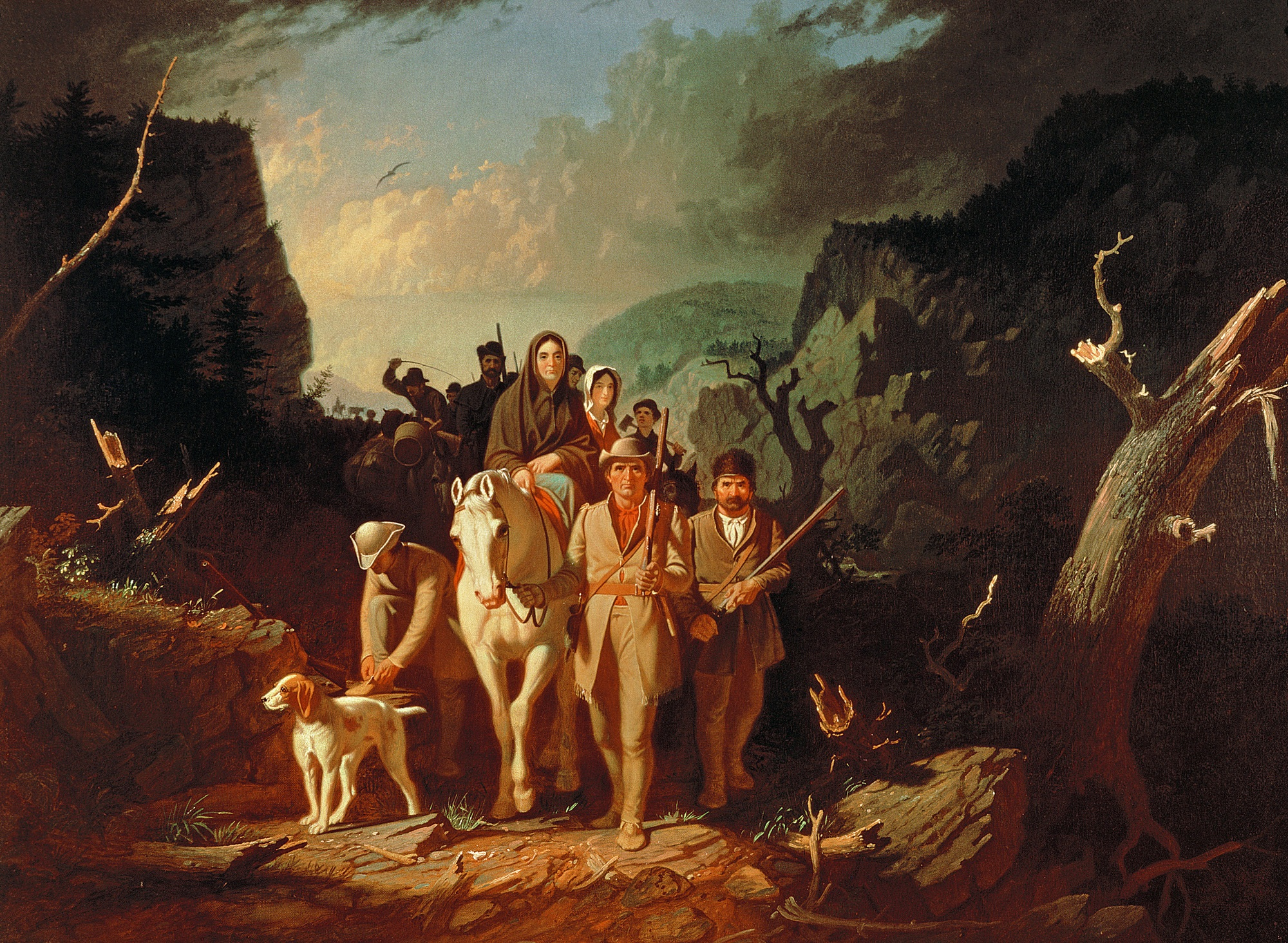
La fameuse peinture de George Caleb Bingham, datant de 1851–52, décrivant le pionnier Daniel Boone escorté par ses compagnons pour traverser le Cumberland Gap en 1775

## L'époque des amérindiens
En 1750, le Kentucky est encore un territoire largement inconnu lorsque des pionniers entreprirent de l'explorer et d'y rechercher, sans grand succès, des terres propices à la colonisation. Le nombre d'Indiens était assez faible : le versant occidental des Appalaches est alors essentiellement un terrain de chasse pour les Shawnee et les Cherokee. Les Iroquois affichaient également leur prétention sur le territoire mais l'abandonnèrent aux Anglais par le Traité de Fort Stanwix, en 1768.
Mais dès 1769, Daniel Boone trace la première voie terrestre reliant la Caroline du Nord au futur Tennessee. Dans ce but, il explora la région du Kentucky durant deux ans. En 1773, le capitaine Thomas Bullitt mena pour sa part une exploration dans le comté de Jefferson, visant à offrir des terres à la population de Virginie ayant participé à la guerre de Sept Ans. En 1774, James Harrod commença la construction du Fort Harrod. Des attaques indiennes repoussèrent les premiers colons, qui reviendront les années suivantes pour construire le Fort Boonesborough à Boonesborough.

## La percée de Daniel Boone, un an avant la guerre d'Indépendance

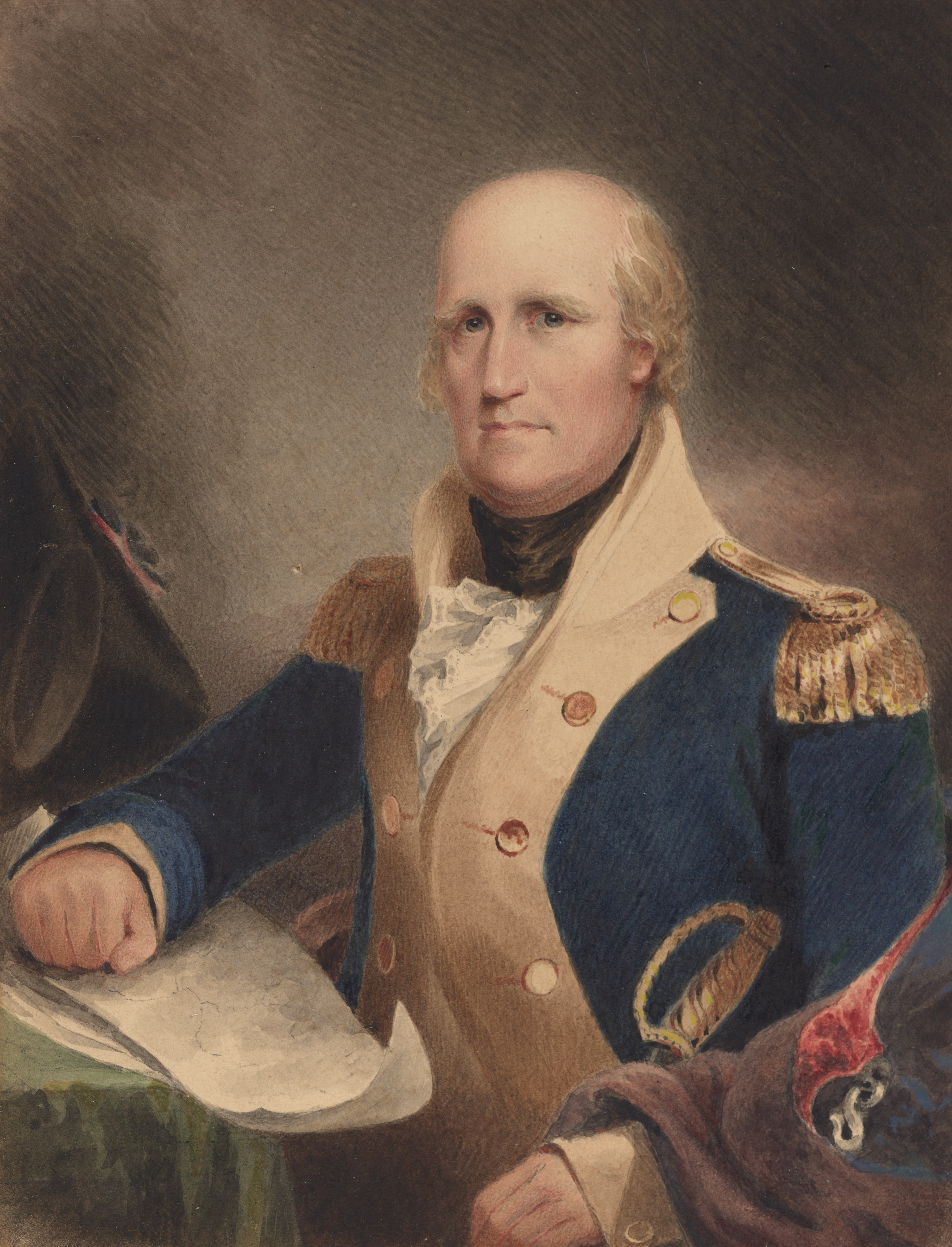
Le fondateur de Louisville George Rogers Clark peint par Matthew Harris Jouett en 1825

En 1775, Daniel Boone, explorateur devenu une figure américaine légendaire, trace une piste par laquelle peuvent passer les colons, le Wilderness Road. Cependant, les Shawnee et les Cherokee, qui n'ont pas signé le traité de Stanwix, considèrent toujours la zone comme leur réserve de chasse. Des guerres ont lieu dans les années 1770 entre colons et Indiens. Lorsque la guerre d'indépendance américaine éclate, ils s'allient aux Anglais. Une première colonie est fondée en 1778, sur le lieu de la future Louisville (Kentucky), par le colonel George Rogers Clark, avec ses 150 soldats de l'Illinois Regiment, recrutés en Virginie et en Pennsylvanie, qui menait une campagne contre l'armée anglaise au Pays des Illinois.
Après la guerre, les habitants du Kentucky demandent leur indépendance à la Virginie dont ils sont séparés par des montagnes, et qui ne leur a pas porté secours durant les hostilités. En 1792 finalement, le Kentucky devient quinzième État de l'Union, et le premier à l'ouest des Appalaches.

## La guerre d'Indépendance américaine

Carte du Kentucky de 1784, par John Filson.

Après 1775, le Kentucky a été revendiqué par la Virginie comme une partie de son territoire. Pendant cette période, les colons introduisirent l'agriculture des produits de base dans la région. Tabac, maïs et chanvre ont été développés comme les grandes cultures de base du Kentucky. Les Amérindiens ont résisté à la colonisation blanche et en 1776, il y avait moins de 200 colons dans le Kentucky.
Pendant la Révolution américaine, 1775-1783, les colons ne tardèrent pas se répandre massivement dans la région, en particulier le long de la rivière Holston. L'historien Colin Calloway rapporte que la plupart des Shawnees ont combattu alliés avec les Britanniques contre les Américains. Deuxième plus grande ville du Kentucky, et ancienne capitale, Lexington fut le site de l'une des premières batailles de la Révolution. Sur l'emplacement de la station de Bryan est construit un fort au cours de la dernière année de la guerre pour la défendre contre les Britanniques et leurs alliés amérindiens. La bataille de Blue Licks, l'une des dernières grandes batailles de la Révolution, au cours de laquelle les Américains ont été défaits.

## Le Kentucky très peu peuplé à l'indépendance
Avec seulement quelques dizaines de milliers d'habitants en 1780, en pleine Guerre d'indépendance des États-Unis, le Kentucky n'est que la seizième des colonies américaines par la population. Trente ans auparavant, elle n'existait pas encore, avec aucun peuplement significatif. En 1790, l'Amérique est encore très rurale, car les cinq premières agglomérations, dont les deux principales, Philadelphie et Boston, ne représentent que 136 000 habitants, soit seulement 5,5 % de la population. Vers 1750, la population de Philadelphie avait dépassé celle de Boston.
À partir de 1790 ont lieu les premiers recensements par ville et par états, au moment d'une polémique nationale sur l'opportunité d'étendre la colonisation à l'ouest. Il est alors décidé que le seuil de 60 000 habitants doit être atteint avant de créer un nouvel État
. Après 1750, l'accroissement naturel correspond à 95 % de la croissance démographique des colonies d'Amérique. Le taux de mortalité y est de 25 % contre 35 % à 40 % en Europe, sans que les causes exactes puissent être identifiées, les historiens évoquant un meilleur chauffage, meilleure alimentation et plus grande immunisation contre les épidémies car l'habitat est plus dispersé.
| Année            | Population en 1750 | Population en 1780 | Position en 1780 |
| Virginie         | 180 000 habitants  | 538 000 habitants  | 1er en 1780      |
| Pennsylvanie     | 85 000 habitants   | 327 000 habitants  | 2e en 1780       |
| Caroline du Nord | 51 000 habitants   | 270 000 habitants  | 3e en 1780       |
| Massachusetts    | 188 000 habitants  | 260 000 {habitants | 4e en 1780       |
| Maryland         | 116 000 habitants  | 245 000 habitants  | 5e en 1780       |
| Connecticut      | 111 000 habitants  | 206 000 habitants  | 6e en 1780       |
| New York         | 76 000 habitants   | 210 000 habitants  | 7e en 1780       |
| Caroline du Sud  | 45 000 habitants   | 180 000 habitants  | 8e en 1780       |
| New Jersey       | 51 000 habitants   | 139 000 habitants  | 9e en 1780       |
| Rhode Island     | 33 000 habitants   | 52 000 habitants   | 10e en 1780      |
| New Hampshire    | 27 000 habitants   | 87 000 habitants   | 11e en 1780      |
| Géorgie          | 5 200 habitants    | 56 000 habitants   | 12e en 1780      |
| Maine            | 0 habitant         | 49 000 habitants   | 13e en 1780      |
| Vermont          | 0 habitant         | 47 000 habitants   | 14e en 1780      |
| Delaware         | 19 000 habitants   | 45 000 habitants   | 15e en 1780      |
| Kentucky         | 0 habitant         | 45 000 habitants   | 16e en 1780      |
| Tennessee        | 0 habitant         | 10 000 habitants   | 17e en 1780      |

## Les révoltes d'esclaves de 1826 et 1848
En 1826, le marchand d'esclaves Edward Stone et son neveu Howard Stone font partie des cinq blancs tués par 75 esclaves qui se sont révoltés à bord d'un bateau naviguant sur le Mississippi, avant de tenter de s'enfuir vers l'Indiana, qui était devenu en 1816 un État, dont la constitution prohibait l'esclavage.
En 1848, Patrick Doyle, un blanc irlandais, a tenté de diriger un groupe de 75 esclaves fugitifs afro-américaine vers l'Ohio, organisant ainsi «le plus grand soulèvement des esclaves unique dans l'histoire du Kentucky." Les esclaves fugitifs armés sont passés du comté de Fayette à Bracken County, avant de se retrouver face au général Lucius Desha, du comté de Harrison, avec ses 100 hommes armés. Après un échange de coups de feu, 40 esclaves afro-américains ont couru dans les bois, et n'ont jamais été pris. Les autres ont été capturés et emprisonnés, y compris Patrick Doyle, qui a été condamné à vingt ans de travaux forcés dans un pénitencier de l'État. Les esclaves arrêtes ont été renvoyés à leurs propriétaires.

## L'esclavage et la guerre de Sécession
Le Kentucky fut un État esclavagiste, mais l'esclavage y fut moins important qu'ailleurs dans le sud, notamment à cause du faible volume de la culture du coton. Au tout début de la guerre de Sécession, l'état se déclara neutre et continua à affirmer sa neutralité tout au long de la guerre. Cependant et malgré sa neutralité proclamée, cet État-frontière fut par la suite le théâtre d'importants affrontements entre les troupes de l'Union et celles de la Confédération. Car comme dans le Missouri, une faction pro-sécessionniste du Kentucky proclama un gouvernement confédéré, alors même que les deux États étaient revendiqués par le gouvernement de l'Union. En dépit de ses efforts, la Confédération des États du Sud ne parvint jamais réellement à prendre le contrôle du Kentucky.

## Les énormes crues de l'Ohio du début de l'année 1937
Le Kentucky a été sévèrement affecté, comme d'autres États voisins, par les grandes crues de la Rivière Ohio, en janvier et février 1937, au cours desquelles près d'un million de personnes se sont retrouvées sans abri, où au moins 385 morts ont été dénombrés et les pertes matérielles ont atteint 500 millions de dollars de l'époque (soit environ 8 milliards de dollars de 2012). La catastrophe a eu lieu pendant la Grande Dépression et quelques années après les catastrophes du Dust Bowl, ce qui a obligé à mobiliser les ressources fédérales et étatiques à grande échelle.

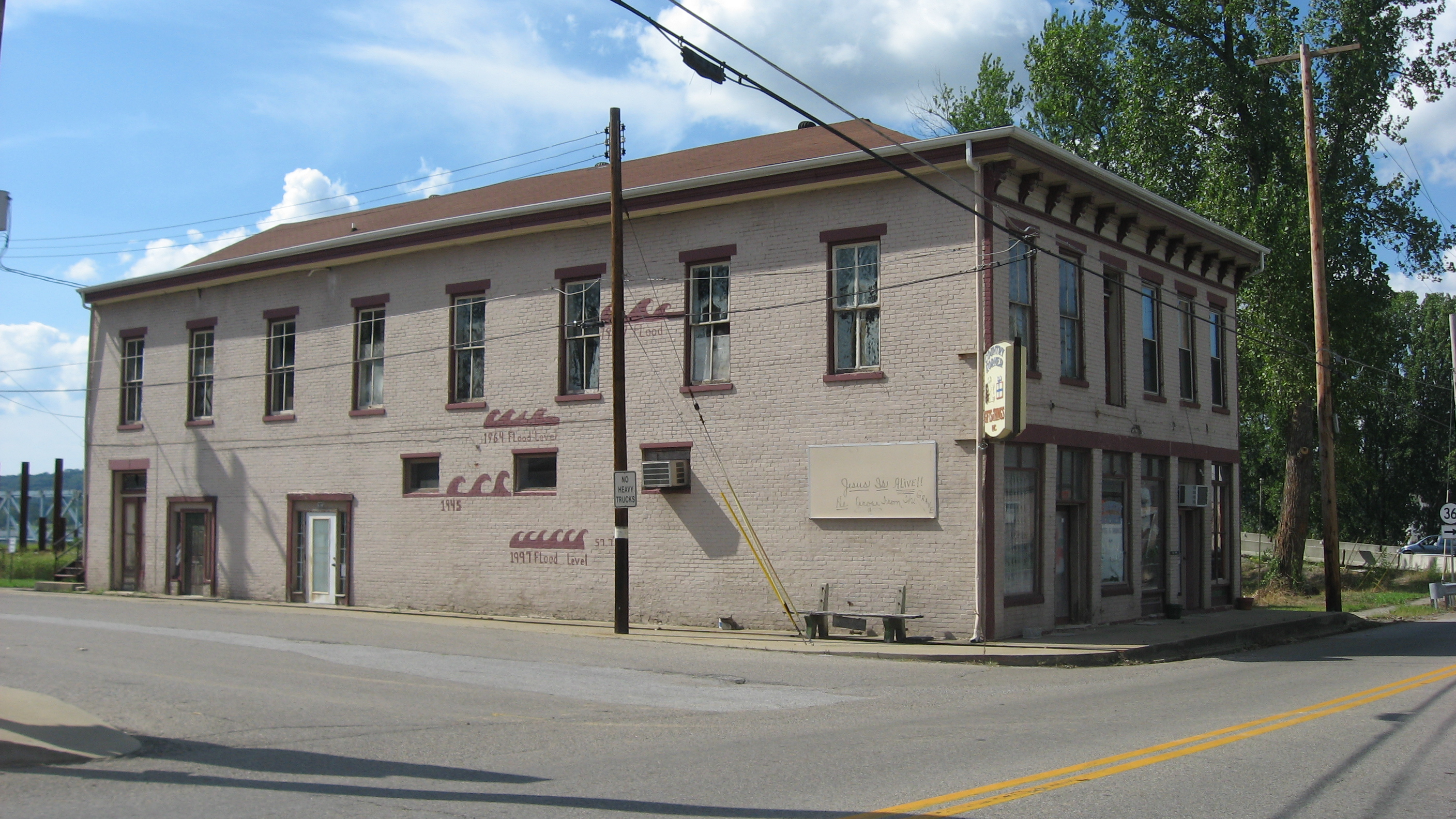
Un bâtiment à Milton, Kentucky, avec la trace du niveau des hautes eaux de 1937.

Plusieurs entreprises du secteur de la région de Louisville ont été dévastées, en particulier le célèbre parc d'attractions de Rose Island (sur la côte de l'Indiana, près de Charlestown et du fleuve Ohio), qui ne fut jamais reconstruit. À la suite de l'inondation, le plus récent développement dans Louisville a été mené à l'est de la plaine inondée. Le côté est a bénéficié d'une concentration à long terme de la richesse entre les résidents et les entreprises qui trouvent loin des zones centrales et occidentales anciennes de la ville.
À Paducah, la rivière Ohio est passé au-dessus de sa (15 m) du niveau d'inondation de 50 pieds le 21 janvier, crête à 60,8 pieds (18,5 m) le 2 février et le recul à nouveau 50 pieds (15 m) sur février 15. Pendant près de trois semaines, 27 000 habitants ont été contraints de fuir pour rester avec des amis et des parents dans un terrain plus élevé dans McCracken County ou dans d'autres comtés. Certains refuges ont été fournis par la Croix-Rouge américaine et les églises locales. Bâtiments dans le centre de Paducah portent plaques historiques qui notent les marques de haute eau.
Avec 18 pouces (460 mm) de pluie en 16 jours, avec des feuilles de glace se déplaçant rapidement, le déluge '37 était la pire catastrophe naturelle de l'histoire de Paducah. Parce que la levée de terre de Paducah avait été inefficace contre ce flot, l'Army Corps of Engineers des États-Unis a été chargé de construire le mur d'inondation qui protège maintenant la ville.